# Djomar Giersthove
Djomar Giersthove (Utrecht, 5 maart 2005) is een Nederlands voetballer met Surinaamse roots die bij voorkeur als verdediger speelt. Hij staat tot medio 2026 onder contract bij Feyenoord. 

## Clubcarrière

### Beginjaren
Giersthove groeide op in Utrecht en begon met voetballen bij DVSU. Later maakte hij een overstap naar USV Elinkwijk. Verder speelde hij bij VV De Meern en Zwaluwen Utrecht 1911. Vervolgens werd hij opgepikt door Feyenoord, waar hij een groot deel van de jeugd doorliep. In juli 2022 tekende Giersthove zijn eerste profcontract bij Feyenoord, dat liep tot medio 2024. In januari 2024 verlengde hij zijn contract tot medio 2026, als erkenning voor zijn voortdurende ontwikkeling binnen de club. Gedurende zijn tijd bij de Feyenoord Academy was hij een van de aanvoerders van het Onder 19-team in de UEFA Youth League en trainde hij regelmatig mee met het eerste elftal.

### Feyenoord
Door vele blessures zat Giersthove in het seizoen 2024/25 regelmatig bij de wedstrijdselectie van Feyenoord 1. Op 25 april 2025 maakte Giersthove zijn officiële debuut in het elftal, tijdens de thuiswedstrijd tegen PEC Zwolle in de Eredivisie. Giersthove kwam in de 82e minuut in het veld voor Hugo Bueno. De 4-0 eindstand was toen al bereikt. Met zijn invalbeurt werd hij de 38ste speler die dat seizoen voor Feyenoord in de Eredivisie uitkwam, waarmee de club een nieuw record vestigde voor het meeste aantal ingezette spelers in één seizoen.

## Carrièrestatistieken
| Seizoen        | Club           | Competitie     | Competitie | Competitie | Beker | Beker | Internationaal | Internationaal | Overig | Overig | Totaal | Totaal |
| Seizoen        | Club           | Competitie     | Wed.       | Dlp.       | Wed.  | Dlp.  | Wed.           | Dlp.           | Wed.   | Dlp.   | Wed.   | Dlp.   |
| -------------- | -------------- | -------------- | ---------- | ---------- | ----- | ----- | -------------- | -------------- | ------ | ------ | ------ | ------ |
| 2024/25        | Feyenoord      | Eredivisie     | 1          | 0          | 0     | 0     | 0              | 0              | 0      | 0      | 1      | 0      |
| Clubtotaal     | Clubtotaal     | Clubtotaal     | 1          | 0          | 0     | 0     | 0              | 0              | 0      | 0      | 1      | 0      |
| Carrièretotaal | Carrièretotaal | Carrièretotaal | 1          | 0          | 0     | 0     | 0              | 0              | 0      | 0      | 1      | 0      |

Bijgewerkt op 25 april 2025